# Roos de Jager
Roos Alberts (geboortenaam de Jager) is een personage uit de Nederlandse soapserie Goede tijden, slechte tijden. Roos debuteerde op 29 oktober 1992 en werd gespeeld door actrice Guusje Nederhorst. Roos werd door de jaren heen ook bestempeld als een van de favoriete personages. Roos verdween op 11 december 2000 uit de serie. Op 31 mei en 1 juni 2001 maakte ze een eenmalige comeback, door als geest aan Anita te verschijnen.

## Actrice
De rol van Roos werd gespeeld door Guusje Nederhorst, Nederhorst werd gecast als de nieuwe vriendin van Arnie Alberts.
In 2002 gingen er enige tijd geruchten dat Nederhorst wederom terug zou keren in de serie, omdat ze gespot was bij de studio's. De ware reden hiervoor was echter dat ze tussen 2002 en 2003 een rol speelde als Angela Bolhuys in Onderweg naar Morgen, die in dezelfde studio werd opgenomen.
Nederhorst overleed in januari 2004 op de leeftijd van 34 jaar. Goede tijden, slechte tijden stond voor de uitzending één minuut stil bij haar overlijden.

## Levensloop
Roos is reeds op zeer jonge leeftijd haar vader kwijtgeraakt. Roos' moeder Anne de Jager woont samen met haar vriend Steef, die Roos aanrandt. Roos ontvlucht het ouderlijk huis en krijgt verschillende relaties. Ze besluit uiteindelijk een vaste relatie aan te gaan met Arnie Alberts, ondanks het zware gestook van Arnies andere vriendin, Linda Dekker. Roos geeft haar oude baan als ziekenhuisassistente op en gaat werken in het hotel van haar hartsvriendin Anita Dendermonde.
Roos en Arnie trouwen later. Ze besluiten te emigreren naar Amerika, maar Roos kan daar niet aarden. Ze krijgt onder andere last van boulimie en keert terug naar Meerdijk. Arnie blijft aanvankelijk achter in Amerika, maar keert uiteindelijk ook terug. Linda Dekker zet zware middelen in om Arnie terug te winnen, wat uiteindelijk lukt. Ondertussen is Roos zwanger geraakt van Arnie, maar ze laat abortus uitvoeren.
Later kiest Arnie alsnog definitief voor Roos. Wanneer Arnie later op zakenreis naar Venezuela gaat, stort zijn vliegtuig neer en hij raakt vermist. Roos besluit een hoofdstuk in haar leven af te sluiten. Ze begint aan een studie medicijnen, waarna ze een relatie krijgt met haar begeleider Peer van Maes. Ook deze relatie loopt uiteindelijk op de klippen, waarna Roos een nieuwe relatie krijgt met de radiopresentator Arthur Peters. Ze werkt een tijdje met hem samen. Wanneer de twee later samen op vakantie gaan krijgen ze een auto-ongeluk, waaraan Arthur later overlijdt. Er volgt een hevige confrontatie tussen Roos en Jessica Harmsen, die een nieuw hart moest krijgen en het hart van Arthur, die donor was, heeft gekregen. Roos is het hier in eerste instantie geheel niet mee eens.
Nadat Roos een nieuwe baan als kapster heeft gekregen, krijgt ze eerst nog twee kortstondige relaties met Stefano Sanders en Benjamin Borges. Ze besluit weer een duurzamere relatie aan te gaan met de huisarts Gijs Bentz van den Berg, die haar ten slotte ten huwelijk vraagt. De twee nemen zich alvast voor om na hun trouwerij af te reizen naar de Derde Wereld om daar zieke kinderen te gaan helpen. Ze laten zich inenten, waarna Roos tijdens haar vrijgezellenfeest bij Laura Selmhorst − die op dat moment samen met Cleo de Wolf een nachtclub runt − besluit om voor de laatste keer ecstasy te gebruiken. In combinatie met de vaccins wordt dit Roos fataal; de volgende dag krijgt ze – precies op het moment dat haar huwelijk wordt voltrokken – voor het altaar een hartstilstand en sterft ter plekke.
Wanneer Anita enige tijd later besmet blijkt te zijn met het aidsvirus, krijgt ze wanneer ze in Azië is een visioen van haar overleden vriendin Roos. Roos troost Anita en zegt dat ze zal zorgen voor de zieke Nanda Verhoeven.

## Relaties
- Peter Kelder (affaire; 1992)
- Arnie Alberts (relatie/getrouwd; 1992-1996)
- Arthur Peters (affaire; 1994)
- Arthur Peters (one-night-stand; 1996)
- Peer van Maes (relatie; 1997)
- Arthur Peters (relatie; 1999)
- Stefano Sanders (relatie; 1999)
- Benjamin Borges (affaire; 2000)
- Rik de Jong (relatie; 2000)
- Gijs Bentz van den Berg (relatie/verloofd; 2000)